# Georg Friedrich Mantey von Dittmer
Georg Friedrich Mantey Freiherr von Dittmer, nach späterer Namensüblichkeit mitunter auch Georg Friedrich von Mantey-Dittmer (* 30. Juni 1800 in Regensburg; † 29. September 1840 in Neustrelitz) war ein deutscher Kapellmeister und Komponist.

## Leben

Martin Joseph Bauer: Familienbild der Freiherr von Mantey-Dittmerschen Kinder aus zweiter Ehe (um 1809), Georg Friedrich dritter von rechts

Georg Friedrich Mantey von Dittmer war ein Sohn von (Michael) Friedrich Mantey (ab 1789 Reichsadel als Edler von Dittmer, ab 1800 Reichsfreiherrnstand) und seiner zweiten Frau Catherina Margarethe, geborene Schaeffer. Dessen erste Frau war eine Tochter des Bankiers Georg Friedrich von Dittmer gewesen.
Mantey von Dittmer studierte bei Peter von Winter und wurde 1823 als Hofkapellmeister an den großherzoglichen Hof von Mecklenburg-Strelitz nach Neustrelitz berufen. Er war „eine auffallend stattliche Erscheinung, ein vorzüglicher Dirigent und ein ... vorzüglicher Klavierspieler“. Mit fortschreitenden Jahren verfiel er aber immer mehr der Trunksucht und musste 1840 zwangspensioniert werden.

## Werke
- Ouvertüre zu dem Schauspiele Ludwig der Baier, koniponirt, für das Pianoforte zu 4 Händen, eingerichtet etc. von G. F. Mantey, Baron von Dittmer, op. 9. Berlin 1824[5]
- 6 bayerische Volkslieder mit Coda.
- Kinder-Simphonie. 1832.
- Das Schneeglöckchen am Grabe. (Gedicht von Johann Friedrich Bahrdt) Kruse, Neustrelitz 1835.
- Todtenfeier an der Gruft des Großherz. Meckl.-Strel. Staatsministers A. O. E. von Oertzen. (Worte Johann Friedrich Bahrdt). Kruse, Neustrelitz 1837.
- Lieder für Singstimme und Gitarre. 1839/41.